# Nodos de la Luna

Una ilustración de los nodos de la luna.

Un nodo lunar es uno de los dos nodos orbitales de la Luna (la cual está inclinada 5° 9′), es decir, los dos puntos en los que la órbita de la Luna se interseca con la eclíptica. El nodo ascendente (o norte) es el punto en el que la Luna entra en el hemisferio norte de la eclíptica, mientras que el nodo descendente (o sur) es el punto en el que la Luna entra en el hemisferio sur de la eclíptica.
Un eclipse lunar solo puede ocurrir cuando la Luna llena está cerca de cualquiera de los nodos lunares (dentro de los 11° 38′ de longitud eclíptica), mientras que un eclipse solar solo puede ocurrir cuando la Luna nueva está cerca de cualquiera de los nodos lunares (dentro de los 17° 25′).
Dado que el plano orbital de la Luna precesa en el espacio, los nodos lunares también precesan alrededor de la eclíptica, completando una revolución (llamada período dracónico o nodal) en 18,612958 años (6.798,383 días). (Esta longitud no es igual a la de un saros) El mismo ciclo, medido en un marco de referencia inercial, como el Sistema de Referencia Celeste Internacional (ICRS), un sistema de coordenadas relativo a las estrellas fijas, es de 18,599525 años. 
Los dos eclipses solares de julio de 2000 (los días 1 y 31) se produjeron alrededor del momento en que la Luna estaba en su nodo ascendente. Los eclipses de nodo ascendente se repiten después de un año dracónico en promedio, lo que equivale a unos 0,94901 años gregorianos, al igual que los eclipses de nodo descendente.
Si los nodos estuviesen fijos el Sol los atravesaría cada medio año, y si coincidiese la proximidad del paso con una sizigia se produciría un eclipse. Los eclipses ocurrirían siempre en las mismas constelaciones zodiacales. Pero esto no es así: los nodos retrogradan sobre la eclíptica, dando una vuelta en 18,6 años.
Dicho movimiento no es uniforme, en unas épocas su velocidad es el doble de la media y en otras es nula, y los nodos son estacionarios. Esto ocurre cuando el Sol está en el nodo y se anula la componente de la fuerza que causa este desplazamiento. Se produce durante los eclipses que la posición verdadera del nodo coincide con la longitud media y es más cómodo durante los eclipses hablar del nodo medio.
El año de eclipse es el lapso entre dos pasos del Sol por el nodo ascendente lunar. Su valor es 346,6074 días. Como los eclipses se repiten con el paso del Sol por uno u otro nodo, la ocasión se repetirá cada 173,31 días, periodo denominado estación de eclipses.
De una lunación a la siguiente el nodo avanza 1,5°, arco no despreciable y equivalente a 3 diámetros lunares.
Se puede usar los eclipses lunares totales para calcular la retrogradación de los nodos lunares. Se basa en que durante los eclipses el nodo verdadero coincide con el medio. Además, si el eclipse total tiene fase grande, la Luna y el Sol estarán muy cerca del nodo y calculando la longitud del Sol se tendrá la longitud de uno de los nodos.
- Datos: Q937943